# Mobilni preglednik
Mobilni preglednik (eng. mobile browser) je preglednik dizajniran za uporabu na pokretnom uređaju kao što je mobilni telefon ili dlanovnik. Mobilni preglednicu su optimizirani tako da mrežni sadržaj najučinkovitije prikažu na malih zaslonima prenosivih uređaja. Softver mobilnog preglednika mora biti mali i učinkovit da bi udovoljio niskomemorijskim kapacitetima i maloj pojasnoj širini bežičnih prenosivih uređaja. Obično to su oguljene inačice preglednika, ali novijih mobilni preglednici mogu rukovati novijim tehnologijama kao što su CSS 3, JavaScript i Ajax.
Glavna misao vodilja pri dizajniranju mobilnih preglednika je da se što više može obaviti upravljajući jednom rukom i da se može vidjeti što više sadržaja, uz zadržane funkcionalnosti na samom mrežnom mjestu, zatim olakšano pretraživanje na stranici i pretraživanje Interneta, u paketu sa standardnim funkcijama i sigurnosnim značajkama preglednika. Poželjno je svojstvo da početni zaslon omogućuje brzo pristupiti pretraživanju Interneta, nedavno posjećenih stranica, olakšano mjenjanje prozora ili kartica, sve u kombinaciji s različitim gestama i swipe navigacijom. Uz tekstualno pretraživanje, razvija se pretraživanje putem glasovnih naredbi, a neki preglednici imaju ugrađena oruđa za skeniranje QR kodova. Razvijeniji preglednici imaju zaštitu protiv rudarenja kriptovaluta, podršku za Flow prostor, mjesto za dijeljenje poveznica, bilježaka i datoteka uz zaštitu enkripcije s kraja na kraj. Razvijatelji obično razviju preglednike za operacijske sustave vlastitog mobilnog uređaja, zatim uređaja koji imaju Android pa se radi inačica za uređaje s iOS-om.